# Elle me dit
"Elle me dit" (프랑스어:그녀가 내게 말했어)는 영국의 싱어송 라이터 미카가 프랑스에서 세 번째 정규 앨범 The Origin of Love를 발매하기 앞서 내놓은 곡이다.
미카는 영어로 쓰인 타이틀 곡 "Emily"를 재녹음했다. "Emily"는 The Origin of Love는 정규 앨범에 포함된 곡인데, "Elle me dit"는 프랑스 앨범판과 인터내셔널판에 보너스 트랙으로 넣어진 곡이다. 이 곡은 2011년 7월 11일에 발매되었다.

## 배경
이 곡은 2011년 7월 온라인에 12초 프리뷰가 등록되면서 처음 언급되었다. 10일 뒤, 프랑스 아이튠즈 스토어는 전곡을 다운로드할 수 있게 하였다. 그렇지만 공식 발매는 2011년 9월 26일까지 이루어지지 않았다.

## 뮤직 비디오
Kinga Burza가 촬영한 뮤직 비디오는 2011년 8월 16일에 발매하였다. 영상에서 가족들이 노래에 맞춰 각자 개별로 춤과 노래를 하는 모습을 보여주고 있다. 영상에서 파니 아르당, Marie-Clotilde Ramos-Ibanez, Patrice Pujol과 Axel Huet 같은 프랑스 배우들이 출연했다.

## 트랙 리스트
디지털 다운로드
| #  | 제목            | 재생 시간 |
| -- | --------------- | --------- |
| 1. | 〈Elle me dit〉 | 3:38      |

CD
| #  | 제목                              | 재생 시간 |
| -- | --------------------------------- | --------- |
| 1. | 〈Elle me dit (Radio Edit)〉      | 3:27      |
| 2. | 〈Elle me dit (Beataucue Remix)〉 | 5:14      |

## 차트 순위
| 차트 (2011)                   | 최고 순위 |
| ----------------------------- | --------- |
| 벨기에 (울트라탑 50 플랑드르) | 9         |
| 벨기에 (울트라탑 50 왈로니아) | 1         |
| 캐나다 (캐나디안 핫 100)      | 43        |
| 프랑스 (SNEP)                 | 1         |
| 슬로바키아 (IFPI)             | 65        |
| 스위스 (슈바이처 히트파라데)  | 16        |

### 연말 순위
| 차트 (2011)                      | 순위 |
| -------------------------------- | ---- |
| Belgian Singles Chart (Flanders) | 74   |
| Belgian Singles Chart (Wallonia) | 14   |
| French Singles Chart             | 8    |
| French Airplay Chart             | 15   |

## 발매 역사
| 국가   | 발매 날짜       | 형태            |
| ------ | --------------- | --------------- |
| 호주   | 2011년 7월 11일 | 디지털 다운로드 |
| 스페인 | 2011년 7월 11일 | 디지털 다운로드 |
| 프랑스 | 2011년 9월 26일 | CD 싱글         |